# Клейман, Наум Ихильевич
Нау́м Ихи́льевич Кле́йман (род. 1 декабря 1937, Кишинёв, Королевство Румыния) — советский и российский киновед и историк кино. Специалист по творчеству С. М. Эйзенштейна, директор Государственного центрального Музея кино и Эйзенштейн-Центра в Москве (1992—2014). Заслуженный деятель искусств Российской Федерации (1998).

## Биография
Родился 1 декабря 1937 года в Кишинёве в семье Ихиля Менделевича Клеймана (1909—1988), модельера обуви, и Софьи Михайловны Клейман (1910—2003), швеи. Мать была родом из Болграда на юге Бессарабии, отец – из еврейской земледельческой колонии Романовка. Дед, Мендель Ихилевич Клейман (1880—1943), был выслан с первой волной депортаций в 1941 году, погиб в лагере двумя годами позже.
В годы Великой Отечественной войны — с матерью и бабушкой в эвакуации в Андижане, а затем в Копейске Челябинской области, где работал отец. 1946 году семья вернулась в Кишинёв. В 1949 году вместе с родителями депортирован в Сибирь — сначала на принудительные работы в тайге, потом в Гурьевск. В 1955 году семья получила разрешение покинуть спецпоселение.
Год учился на математическом факультете Киргизского университета во Фрунзе. В 1956 году поступил на киноведческий факультет ВГИКа (мастерская Н. А. Лебедева и Е. М. Смирновой), который окончил в 1961 году.
В 1961—1966 годах — научный сотрудник, старший научный сотрудник отдела научной обработки отечественного фильмофонда Госфильмофонда СССР. В 1965 году избран научным секретарём Комиссии по творческому наследию С. М. Эйзенштейна, участвовал в организации Научно-мемориального кабинета Эйзенштейна при Союзе кинематографистов СССР. Один из составителей и авторов комментариев шеститомника «Избранные произведения Эйзенштейна» (1964—1971). В 1967—1986 годах — заведующий Научно-мемориальным кабинетом С. М. Эйзенштейна при Союзе кинематографистов СССР, редактор Всесоюзного бюро пропаганды киноискусства.
В 1967 году участвовал в восстановлении в качестве фотофильма уничтоженной картины Эйзенштейна «Бежин луг» как режиссёр (совместно с С. И. Юткевичем) и научный консультант. Научный консультант по реконструкции фильмов Эйзенштейна «Старое и новое» («Генеральная линия»), «Октябрь», «Броненосец „Потёмкин“».
С 1987 года — заведующий музейным отделом ВТПО «Киноцентр» Союза кинематографистов СССР, с 1989 года — начальник Центрального музея кино ВТПО «Киноцентр», с 1992 по 2014 год — директор Государственного центрального Музея кино.
В 1990 году был одним из консультантов (вместе с Владимиром Антроповым и Ефимом Левиным) фильма Вадима Чубасова «С. М. Эйзенштейн: Уроки монтажа».
С 1968 года преподаёт на Высших курсах сценаристов и режиссёров (вначале курс «История кино СССР», затем курс «Истории мирового кино»). Вёл спецкурс по творчеству С. М. Эйзенштейна в Нью-Йоркском университете (1990, 1991), семинар по эстетике эксцентризма и по творчеству С. М. Эйзенштейна (1994, 1998) в Немецкой Академии кино и телевидения в Берлине, а также семинары по истории кино в Будапеште, Калькутте, Лос-Анджелесе, Мюнхене, Токио и Хельсинки.
Был членом международного жюри на кинофестивалях в Венеции, Берлине, Лейпциге, Торонто, Париже, Локарно, Стамбуле. В 1993 году избран членом Европейской Киноакадемии (EFA), получив её приз «Феликс». Командор Ордена литературы и искусства (Франция, 1992), награждён медалью имени Гёте (Германия, 1995), кавалер ордена Восходящего солнца за вклад в развитие культурных связей между Россией и Японией (Япония, 2005).
Лауреат премий Международной ассоциации кинокритиков FIPRESCI за составление ретроспективы «Неизвестное советское кино» (МКФ в Москве, 1987), имени Мела Новикова (МКФ в Сан-Франциско, 1994), имени Жана Митри (МКФ в Порденоне, Италия, 1994), Гильдии киноведов и критиков России и фестиваля «Белые Столбы» (1998).
В 1993—1997 годах — автор и ведущий телевизионных программ «Музей кино», «Шедевры немого кино», «Сокровища старого кино». Автор сценария и продюсер фильма «Дом мастера» (1998).
- Первая беседа с Наумом Ихильевичем Клейманом, записанная Е. А. Голицыной для Фонда «Устная история». Оригинал видео и полная расшифровка текста Архивная копия от 29 марта 2016 на Wayback Machine.
- Вторая беседа с Наумом Ихильевичем Клейманом, записанная Е. А. Голицыной для Фонда «Устная история». Оригинал видео и полная расшифровка текста Архивная копия от 7 апреля 2016 на Wayback Machine.
- Третья беседа с Наумом Ихильевичем Клейманом, записанная Е. А. Голицыной для Фонда «Устная история». Оригинал видео и полная расшифровка текста Архивная копия от 7 апреля 2016 на Wayback Machine.

## Семья
- Брат — Эмануил Ихильевич Клейман (1947—2021), молдавский ботаник и селекционер, автор монографии «Опыт хранения плодов столового арбуза в биологических средах» (1979) и других научных трудов. Жена брата — Рита Яковлевна Клейман (урождённая Клейтман, 1947—2008), молдавский литературовед, доктор филологических наук, специалист по творчеству Ф. М. Достоевского, заведующая кафедрой русской литературы Кишинёвского педагогического института им. И. Крянгэ и отделом иудаики Института межэтнических исследований Академии Наук Республики Молдова.
- Жена — Алевтина Алексеевна Румянцева (1929—2011), актриса.
  - Дочь — Вера Наумовна Румянцева (род. 1966), киновед, хранитель Научно-мемориального кабинета Эйзенштейна.

## Общественная позиция

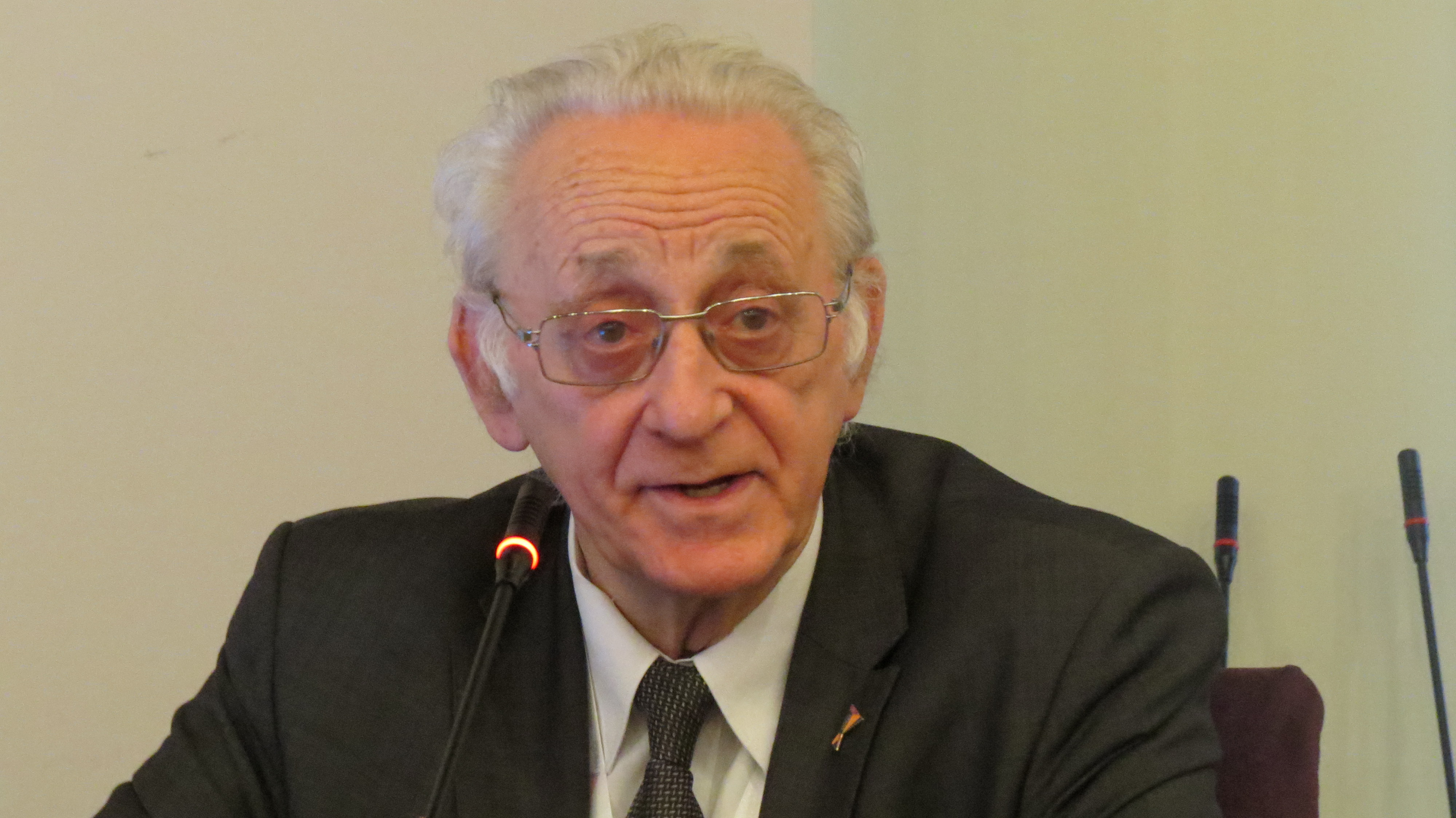
Наум Клейман. Июль 2015

В марте 2014 года подписал письмо «Мы с Вами!» КиноСоюза в поддержку Украины. В июне того же года его контракт как директора Музея кино не был продлён.

## Награды и премии
- 1987 — МКФ в Москве (приз FIPRESCI за составление ретроспективы «Неизвестное советское кино»)
- 1987 — СК СССР (Вторая премия за статью «Как ни странно — о Хохловой»)
- 1992 — Орден искусств и литературы (Франция)
- 1993 — Премия «Феликс» Европейской киноакадемии (За профессиональную деятельность)
- 1994 — МКФ немого кино в Порденоне (Премия им. Жана Митри «За участие в реставрации фильмов и возвращение классического кино публике»)
- 1995 — Медаль им. Гёте («За укрепление дружественных и культурных связей с Германией»)
- 1997 — Премия Гильдии киноведов и кинокритиков России (В категории «Теория и история кино» За составление, вступительную статью и комментарии к кн. С. Эйзенштейна «Мемуары»)
- 1998 — Заслуженный деятель искусств Российской Федерации (9 июля 1998 года) — за заслуги в области искусства[12]
- 1998 — КФ Госфильмофонда России «Белые столбы» («За вклад в отечественное киноведение»)
- 2002 — Орден Академических пальм (Франция)
- 2003 — Кавалерский крест Ордена Заслуги Республики Польша («За заслуги в области продвижения польской науки и культуры»)
- 2004 — Приз «Принц Венеции» 61-го Венецианского кинофестиваля
- 2005 — Орден Восходящего солнца («За вклад в развитие культурных отношений между Россией и Японией»)
- 2005 — Приз имени Мирона Черненко Гильдии киноведов и кинокритиков России.
- 2006 — Приз фестиваля «Кинотавр» («За вклад в сохранение российского культурного наследия»)
- 2010 — Командор ордена искусств и литературы (Франция)[13]
- 2015 — Почётный приз «Камера Берлинале» Берлинского кинофестиваля
- 2015 — Почётная премия «Ника» «За вклад в кинематографические науки, критику и образование»

## В культуре
2025 — документальный фильм «Наум. Предчувствия» режиссёра Андрея Натоцинского.

## Избранная библиография
- Кадр как ячейка монтажа // Вопросы киноискусства, в. 11, М., 1968.
- «…Начнем с Пушкина» // Искусство кино. — 1987. — № 2.
- Взревевший лев. К происхождению, смыслу и функции монтажной метафоры // Киноведческие записки. — 1988. — № 1.
- Подвиг мастера // Киносценарии. — 1989. — № 1.
- Кино тоталитарной эпохи. Международный симпозиум в рамках XVI ММКФ // Искусство кино. — 1990. — № 2 (в том числе выст. Н. К.).
- Эксцентрическое и трагическое // Киноведческие записки. — 1990. — № 7.
- О статье С. М. Эйзенштейна «Драматургия киноформы» // Киноведческие записки. — 1991. — № 11.
- Неосуществленные замыслы Эйзенштейна // Искусство кино. — 1992. — № 6.
- Реконструкция фильма: текст и контекст // Киноведческие записки. — 1992. — № 16.
- Наш проект // Киноведческие записки. — 1994. — № 22 (в соавт. с Л. Козловым).
- «Национальное», «интернациональное» и советский киноавангард // Киноведческие записки. — 1994/95. — № 24.
- Кинофестиваль и теория вероятностей // Киноведческие записки. — 1995. — № 27.
- Поколение, для которого отдельный кадр уже ничего не значит… Беседа с В. Вендерсом  // Киноведческие записки. — 1995. — № 28.
- Эйзенштейн сегодня. Беседа с О. Косолаповым, Н. Сиривлей // Искусство кино. — 1996. — № 5.
- Ищите солнце! // Виктор Демин. Не для печати. Сост. Т. Запасник. — М., Лексика, 1996.
- Мемуары Эйзенштейна: система координат // Эйзенштейн С. М. Мемуары. — М., Музей кино, Труд, 1997.
- Формула финала // Киноведческие записки. — 1998. — № 38.
- Дом, где разбивают сердца // Киноведческие записки. — 1998. — № 40.
- Эйзенштейн, Бежин луг (первый вариант): культурно-мифологические аспекты // Киноведческие записки. — 1999. — № 41.
- «Кавказские циклы» Пушкина (заметки читателя) // Киноведческие записки. — 1999. — № 42.
- Что моделирует искусство Эйзенштейна? // Киноведческие записки. — 2000. — № 46. 1 Архивная копия от 15 ноября 2016 на Wayback Machine.
- Эйзенштейн на бумаге. Графические работы мастера кино. — М.: Ad Marginem, 2017. — 320 с. — ISBN 978-5-91103-365-1.
- Сергей Эйзенштейн. «Yo. Мемуары» в двух томах. — М.: GARAGE, 2019. — 1016 с. — ISBN 9785990971875
- Сергей Эйзенштейн. Эйзенштейн для XXI века. Сборник статей. — М.: GARAGE, 2020. — 336 с. — ISBN 9785990971769
- Этюды об Эйзенштейне и Пушкине. — М.: GARAGE, 2022. — 520 с. — ISBN 9785604538395